# Pyhäniemi herrgård
Helgnäs herrgård (finska: Pyhäniemen kartano) är en herrgård i Hollola, vid sjön Vesijärvi, med anor från medeltiden. Den omnämns första gången 1467.
Huvudbyggnaden är byggd i empirstil och omges av en engelsk park. I dag anordnas utställningar med finsk samtidskonst samt konserter i gården.